# 由井正雪

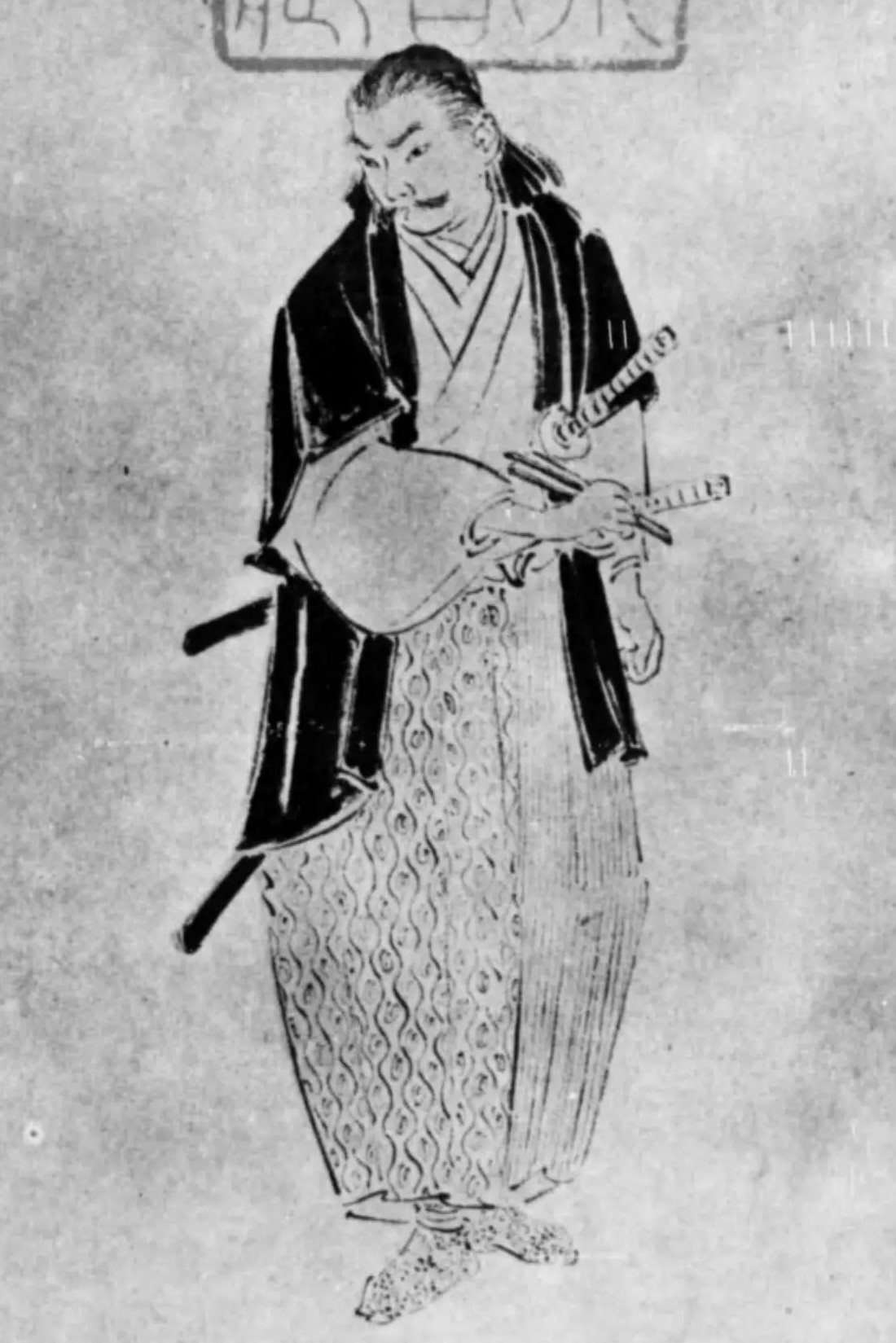
由井正雪

由井 正雪（ゆい しょうせつ/まさゆき、慶長10年〈1605年〉？ - 慶安4年7月26日〈1651年9月10日〉）は、江戸時代前期の日本の軍学者。慶安の変（由井正雪の乱）の首謀者でもある。名字は油井、遊井、湯井、由比、油比と表記される場合もある。

## 生涯

### 出自
出自については諸説あり、定かではない。
江戸幕府の公式文書では、駿府宮ケ崎の岡村弥右衛門の子としている。『姓氏』（丹羽基二著、樋口清之監修）387頁には、坂東八平氏三浦氏の庶家とある。出身地については駿府宮ケ崎町との説もある。
河竹黙阿弥の歌舞伎『樟紀流花見幕張』（慶安太平記）では、慶長10年（1605年）、駿河国由井（現在の静岡県静岡市清水区由比）において紺屋・吉岡治右衛門の子として生まれたという。治右衛門は尾張国中村生まれの百姓で、同郷である豊臣秀吉との縁で大坂天満橋へ移り、染物業を営み、関ヶ原の戦いにおいて石田三成に徴集され、戦後に由比村に移住して紺屋になる。治右衛門の妻がある日、武田信玄が転生した子を宿すと予言された霊夢を見て、生まれた子が正雪であるという。

### 前半生
17歳で江戸の親類のもとに奉公へ出た。
「楠木正雪」あるいは楠木氏の本姓の伊予橘氏（越智姓）から「由井民部之助橘正雪」（ゆいかきべのすけたちばなのしょうせつ/まさゆき）と名のり、神田連雀町の長屋において楠木正辰の南木流を継承した軍学塾「張孔堂」を開いた（俗説では楠不伝の教えを受け、その後を継いだとされる）。塾名は、中国の名軍師と言われる張子房と諸葛孔明に由来している。道場は評判となり一時は3000人もの門下生を抱え、その中には浪人のほか諸大名の家臣や旗本も多く含まれていた。
1639年に大橋宗古と将棋の対局をした際の棋譜が残っている。

### 慶安の変

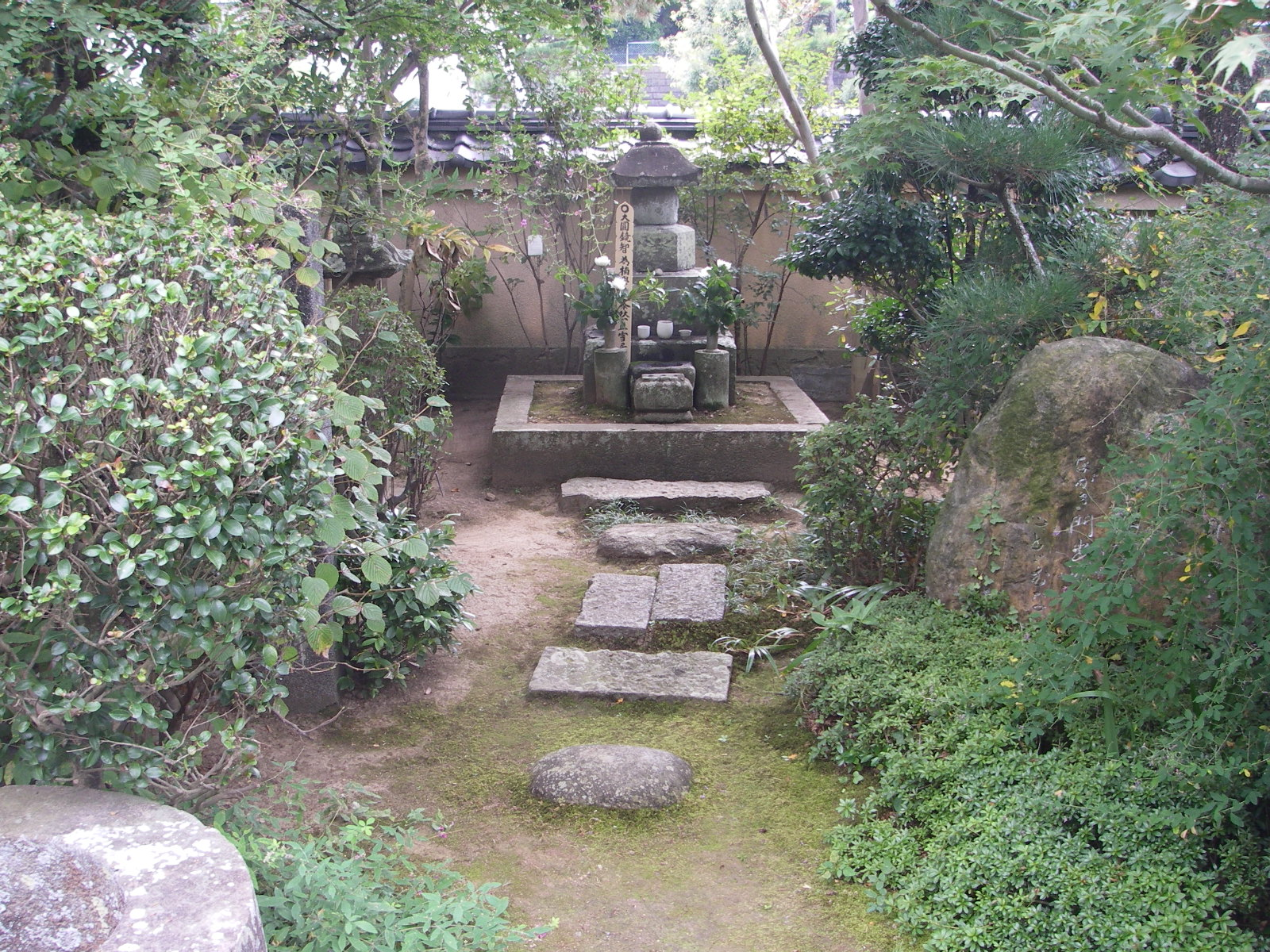
菩提樹院の首塚

慶安4年（1651年）、江戸幕府第3代将軍徳川家光の死を契機として、幕府政策への批判と浪人の救済を掲げ、宝蔵院流の槍術家丸橋忠弥、金井半兵衛、熊谷直義など各地で浪人を集めて挙兵し、幕府転覆を計画した。しかし、決起の寸前になって計画の存在を密告され、正雪は駿府の宿において町奉行の捕り方に囲まれ自刃した。享年47。遺体は幕府によって磔にされ、正雪の近親も縁座され皆殺しとなった。首塚は静岡市葵区沓谷の菩提樹院に存在する。
大名取り潰しによる浪人の増加が社会不安に結びついていることが事件の背景にあるとして、4代将軍徳川家綱以降の政治が武断政策から文治政策へ転換するきっかけの一つとなった。

## 実録本『慶安太平記』
由井正雪の生涯は、大幅に脚色されて、江戸時代の実録本『慶安太平記』として流布した。『慶安太平記』は、由井正雪を武田信玄の生まれ変わりと設定、『太平記』の楠木正成的な性格を強調し、また正雪の武者修行や奥州白石城下で行われたとされる「宮城野・信夫」の仇討話を挿入するなど、それ以前に成立した実録本『油井根元記』の一群よりも読み物として充実した内容を持つ。正雪が修行中に天草島で森宗意軒から幻術を教わるなど、天草軍記との関連が深い。

## 関連施設

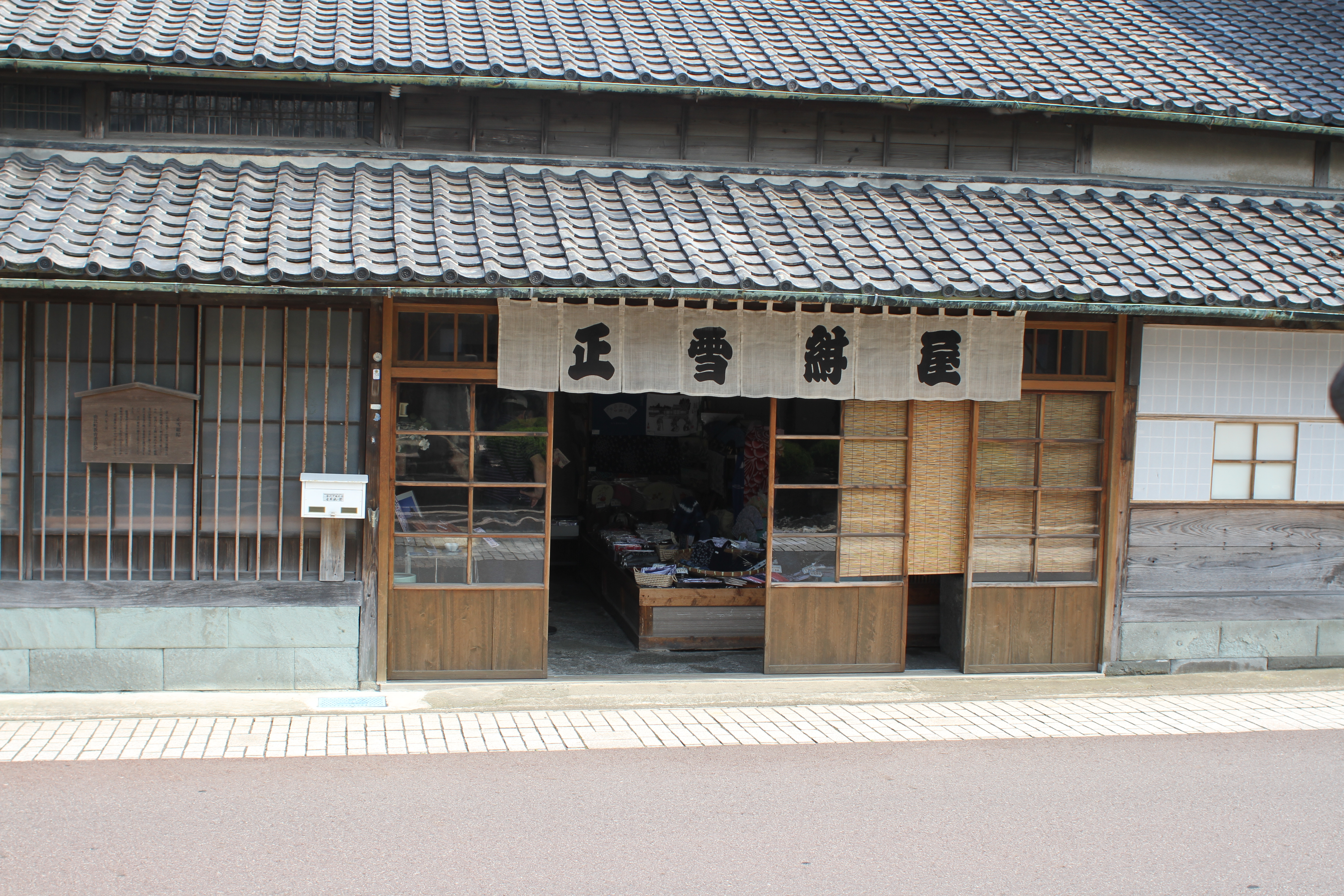
2010年6月

静岡市清水区由比地区に正雪の生家とされる染物屋があり、「正雪紺屋」と呼ばれている。

## 登場作品

### 歌舞伎
- 『樟紀流花見幕張（慶安太平記）』（1870年）

### 小説
- 『兵学大講義』（1924年、白井喬二、学芸書林）
- 『慶安太平記後日譚』（1930年、佐々木孝丸）
- 『正雪記』（1953年、山本周五郎、新潮文庫）
- 『慶安水滸伝』（1954年、村上元三、講談社）
- 『魔界転生』（1964年、山田風太郎）
- 『外道忍法帖』（1961年、山田風太郎）
- 『異説 慶安事件』（1967年、短編集『叛臣』に収録、多岐川恭、光文社）
- 『大盗禅師』（1968年、司馬遼太郎、文春文庫）
- 「正雪と弟子」（1972年、星新一『城のなかの人』収録）
- 『嗚呼江戸城』（1973年、柴田錬三郎、文春文庫）
- 『慶安太平記』（1975年、南條範夫）
- 『新幻魔大戦』（1978年、平井和正）
- 『由比正雪』（1979年、早乙女貢）
- 『柳生十兵衛死す』（1991年、山田風太郎）
- 『老虫は消えず 小説大久保彦左衛門』（1994年、童門冬二、集英社）
- 『黄土の夢』（1995年、中嶌正英、原案：田中芳樹）

### 映画
- 『慶安水滸伝』（1954年、松竹、演：龍崎一郎）
- 『麝香屋敷』（1955年、大映、演：柳永二郎）
- 『極楽剣法 地獄剣の挑戦・月明の対決 』二部作（1956年、日活、演：明智三郎）
- 『素浪人忠弥』（1957年、東映、演：六代目 坂東蓑助）
- 『神変麝香猫』（1958年、東映、演：佐々木孝丸）
- 『ひばり捕物帖 折鶴駕篭』（1960年、東映、演：山形勲）
- 『忍びの者 伊賀屋敷』（1965年、大映、演：鈴木瑞穂）

### テレビドラマ
- 『てなもんや二刀流』（1970年、朝日放送、演：藤山寛美）
- 『江戸を斬る 梓右近隠密帳』（1973年、TBSテレビ、演：成田三樹夫）
- 『徳川三国志』（1975年、NETテレビ（現･テレビ朝日）、演：中村敦夫）
- 『長七郎江戸日記』（1984年、日本テレビ、演：中尾彬）
- 『寛永風雲録』（1991年、日本テレビ、演：西郷輝彦）
- 『家光謀殺』（1995年、テレビ朝日、演：渡部篤郎）
- 『柳生十兵衛七番勝負 最後の闘い』（2007年、NHK、演：和泉元彌）

### オリジナルビデオ
- 『魔界転生』（1996年、Vシネマ、演：田口トモロヲ）

### 漫画
- 『伊賀の影丸』（1961年、横山光輝）
- 『新幻魔大戦』（1971年、平井和正、石ノ森章太郎）
- 『時の行者』（1976年、横山光輝）

### ゲーム
- 『Fate/Samurai Remnant』（2023年、コーエーテクモゲームス、声：田村睦心）

## 関連書籍
- 『小泉三申全集 第2巻 (加藤清正,由比正雪)』岩波書店 1941
- 戸伏太兵『由比正雪』鱒書房 歴史新書 1955
- 進士慶幹『由比正雪』吉川弘文館 人物叢書 1961
- 関川周『謀略家・由比正雪 その栄光と挫折のプロセス』アサヒ芸能出版 平和新書 新歴史シリーズ 1964